# Ratae Corieltavorum

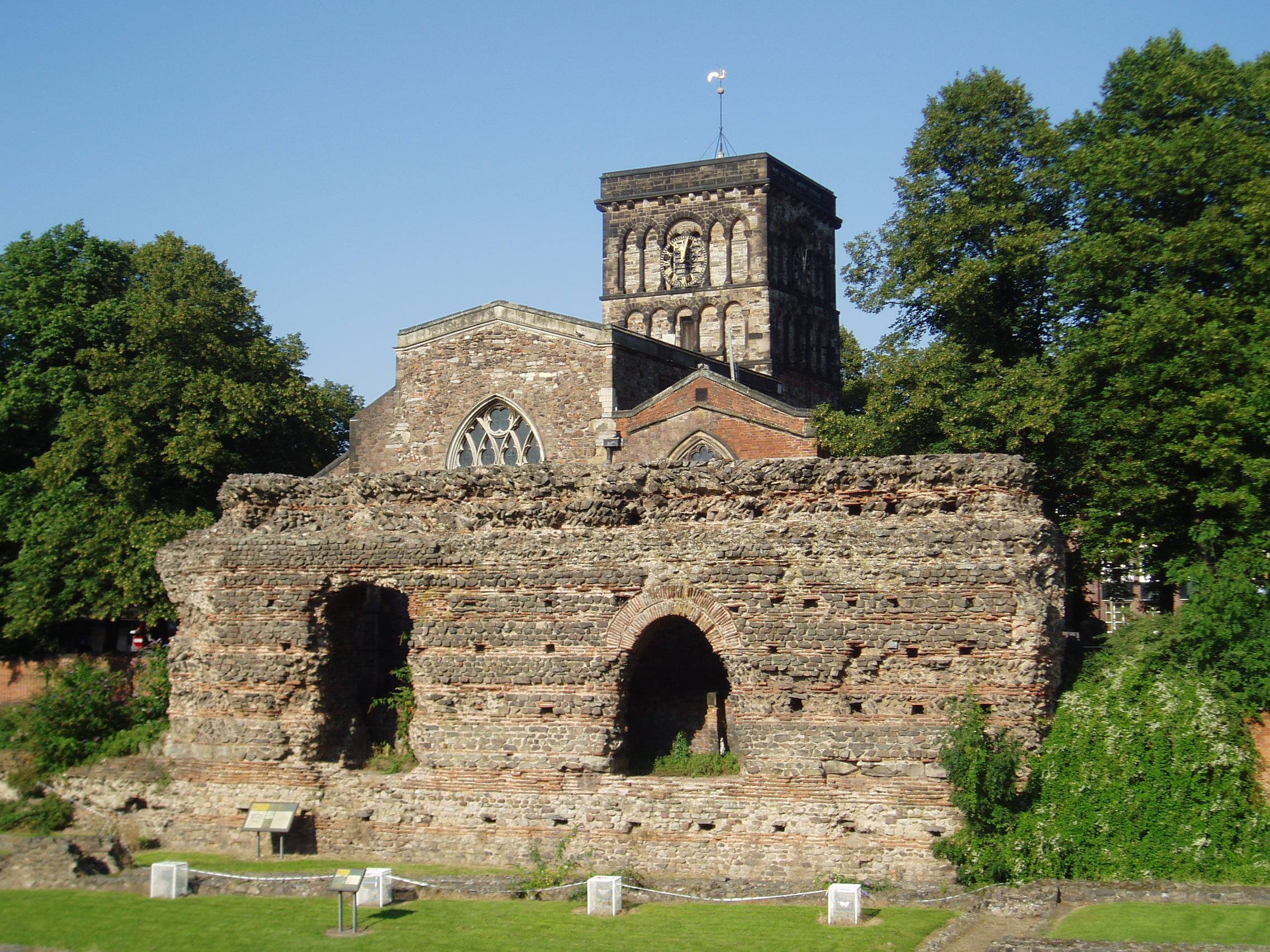
Reste der römischen Thermen

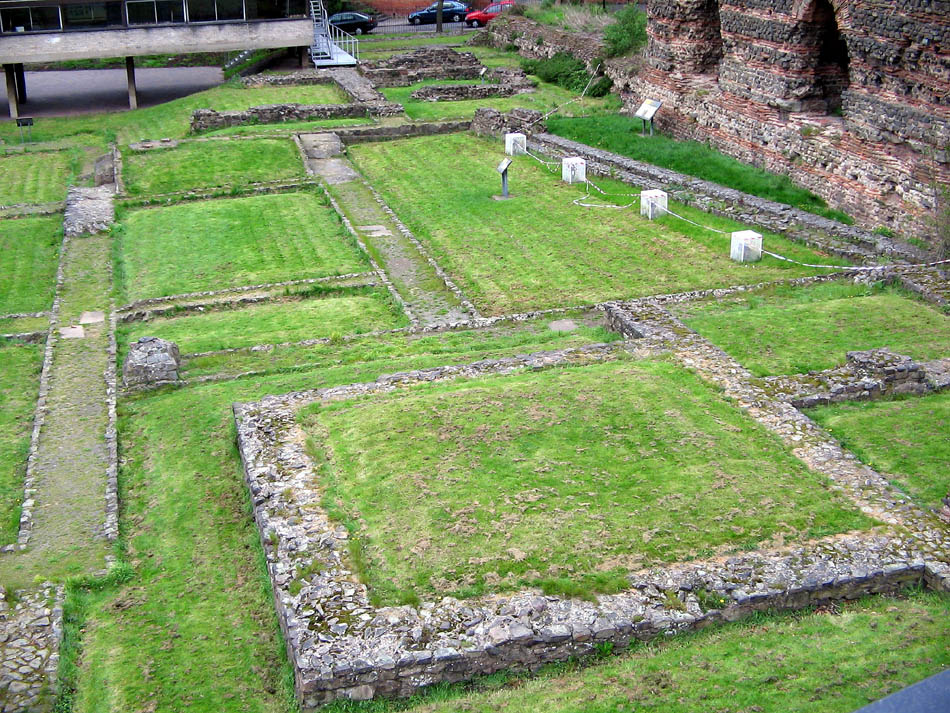
Reste der römischen Thermen

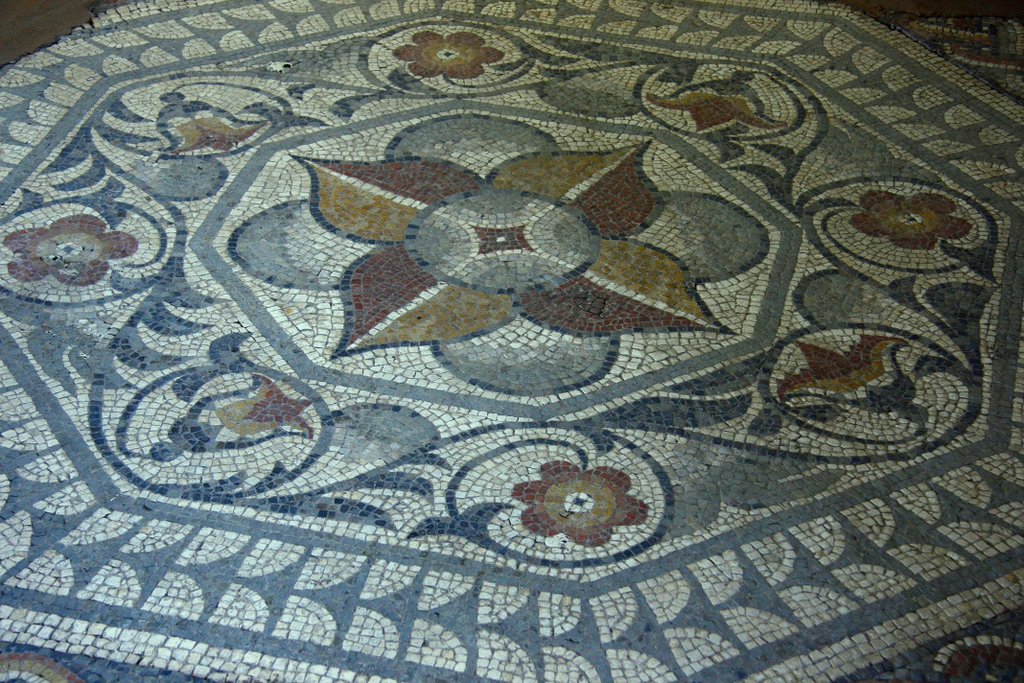
Blackfriars-Mosaik

Ratae Corieltavorum (auch Ratae Coritanorum) ist der antike Name des römischen Leicester, in der Provinz Britannien. Die Stadt war schon in vorrömischer Zeit besiedelt und einer der Hauptorte der Corieltauvi, eines keltischen Stammes. In römischer Zeit war sie der Hauptort der Civitas der Corieltauvi.
Mit der Eroberung Britanniens durch die Römer kamen auch die Corieltauvi unter deren Herrschaft. An der Stelle des keltischen Ortes wurde wahrscheinlich ein Militärlager errichtet. Die alte Siedlung bestand weiter fort und entwickelte sich zu einem Vicus. Um 80 n. Chr. wurde wahrscheinlich das Militärlager aufgegeben, wobei die Zivilsiedlung weiter bestand. Um 100 n. Chr. wurde der Ort mit einem schachbrettartigen Stadtplan versehen. Im Zentrum der Stadt wurde ein großer freier Platz als Forum genutzt, obwohl es zunächst keine Forumsbauten gab. Erst unter Kaiser Hadrian wurde ein eigentlicher Forumsbau mit Basilika errichtet. Möglicherweise geschah dies direkt unter Einfluss des Kaisers, der Britannien besuchte und unter dem auch an anderen Orten in der Provinz verstärkte Bauarbeiten zu beobachten sind.
Das Forum war 118 × 81 Meter groß und war damit kleiner als eine Insula, die deshalb im Osten geteilt wurde, indem eine neue Straße angelegt wurde. Das Forum bestand aus einem offenen Platz mit Portiken an der Außenfassade, die aber auch den Innenhof schmückten. Dahinter befanden sich Reihen von Amtsstuben und Geschäften. Im Norden stand die Basilika.
Etwa zur selben Zeit wurde ein großes öffentliches Bad westlich des Forums erbaut. Es handelt sich heute um eine der besterhaltenen Thermen in England. Die Ruinen stehen teilweise noch meterhoch an. In derselben Insula stand auch ein Tempel, bei dem es sich vielleicht um ein Mithräum handelt, obwohl diese Interpretation nicht sicher ist. Die Stadt wurde von Süden her durch einen Aquädukt mit Wasser versorgt. An der Wende vom zweiten zum dritten nachchristlichen Jahrhundert erhielt die Stadt ein Macellum (Markthalle), was auf die besondere wirtschaftliche Bedeutung der Stadt deutet.
Im ganzen Stadtgebiet fanden sich Mosaiken. 1830 fand sich im Westen der Stadt an der „Bath Lane“ ein 6,30 × 6,70 Meter großes Mosaik, das geometrische Muster zeigt und auch als Blackfriars-Pavement bekannt ist. Es hat drei mal drei Achtecke, die aus geometrische oder stilisierte pflanzliche Motive bestehen. Die Mosaiksteine sind sehr klein. Es findet sich eine reiche Farbpalette. Das Mosaik datiert wahrscheinlich in das zweite Jahrhundert und gehört zu den besten aus ganz Britannien. Ein anderes Mosaik, dass sich in der Nähe der Thermen fand, ist ähnlich aufgebaut und zeigt im Mittelfeld einen Pfau. Es datiert wahrscheinlich auch ins zweite Jahrhundert. In einem teilweise ausgegrabenen Haus, das nördlich des Forums stand, konnten umfangreiche Reste von qualitätsvollen Wandmalereien geborgen werden. Sie gehören zu den besterhaltenen Britanniens.
Die Stadt erhielt erst im dritten Jahrhundert eine Stadtmauer aus Stein. Am Ende des vierten Jahrhunderts brannten große Teile der Stadt nieder. Vor allem die öffentlichen Gebäude wurden nicht wieder aufgebaut, doch gibt es Anzeichen, dass der Ort durchgehend, aber in der nachrömischen Zeit vorerst auf einem bescheidenen Niveau, bewohnt blieb.